# Barsi Ernő
Barsi Ernő (Sály, 1920. június 28. – Győr, 2013. augusztus 8.) magyar néprajzkutató, zenepedagógus, zenetörténész, hegedűművész, főiskolai tanár. Komoly szerepe volt a néprajz népszerűsítésében. Etnográfusi és pedagógusi munkájának eredménye, hogy Győr-Sopron megyében több mint 50 intézményben indult meg a néprajz oktatása. A tanítás mellett több szakmai könyvet és több száz újság cikket publikált. Időnként rádióműsorokban is szerepelt. Több mint ötezer előadást tartott. Győr díszpolgára.

## Élete

### Korai évek
1920. június 28-án Sály községben született. Szülei, Barsi Lajos és Kiss Erzsébet református iskolában tanítók voltak. Kisgyermekként a tanítási órákon ott volt, így iskolás kora előtt már folyékonyan megtanult olvasni. Visszahúzódó természetű volt. Testvére született, de két hét után meghalt, mert a szülést levezető bába halottmosdatásról érkezett és ez Barsit nagyon megviselte. Nagy hatással volt rá a falusi környezet és annak gazdag néprajzi kultúrája. Először a hajdúböszörményi gimnáziumban tanult, de végül a középiskolai tanulmányait Sárospatakon fejezte be 1938-ban. Nagy hatással volt rá Újszászy Kálmán professzor előadása a népi hagyományok gyűjtéséről. Ekkor alapozta meg hegedűtudását és zenei ismereteit is. Később teológiát is tanult. 1942-ben felvették a budapesti Zeneakadémiára – előzetes sikeres tanulmányai miatt rögtön a harmadik évfolyamra – a hegedű tanszakra. Tanárai között olyan szakmai hírességek voltak, mint Waldbauer Imre vagy Kodály Zoltán. 1944-ben lelkészképesítő vizsgát tett. 1946-ban hegedűtanári diplomát szerzett. Ezután – munkát nem kapva – az apja által igazgatott iskolában tanított. A faluban vegyes kart, hangversenyt szervezett, ami egy újságcikk nyomán ismertséget szerzett neki.

### Szakmai karrier
1947-ben megjelent első írása „Sály falu zenei művelődése” címmel. A győri Állami Konzervatóriumban hegedűtanári állást kapott. Zeneoktatói munkaközösséget hozott létre, amiben egy időben több ezer diák tanult. Kodály javaslatára zenei előképzőt is szervezett. Célja a hatékony népzenei oktatás volt. Tanítványai között van számos később sikeres zenész, mint például Fias Gábor, Jancsovics Antal és Kollár Kálmán. A tanítás mellett népdalgyűjtést is végzett a falvakat és településeket járva és előadásokat is tartott. Győr környékén hangversenyeket szervezett.
1955-től már rendszeresen gyűjt népzenei anyagokat. Először szülőfalujában, majd később Győr, Győr környéke (Rábaköz, Szigetköz, stb.) Balaton, Velencei-tó környéke, Bodrogköz, Bükkalja, Felső-Borsod, Csallóköz, Mátyusföld, Erdély, a burgenlandi Őrvidék, Bulgáriában, Sumen környékén. 1959-ben a felsőfokúvá, majd később főiskolává minősített győri tanítóképző iskolába megy át oktatni. Éneket és hegedűt oktatott és néprajzzal is többet foglalkozik, amivel kapcsolatban kérésre szakköröket hozott létre. Publikál és szakmai egyesületek és társulatok tagjukká választották. 1970-ben doktorált szellemi néprajzból, disszertációjának címe: „Zene egy sályi pásztor életében”. Ekkor jelent meg Daloló Rábaköz című népdalgyűjteménye. Écsen Pávakört szervezett és 16 éven át vezette.
Habár 1982-ben nyugdíjas lett, aktív maradt és tovább tanított, illetve több településen zenei és néprajzi előadásokat tartott. Népdalkórusának tagjaiból kamarakórus alakult Melodiárium néven. Több mint 40 könyvet írt.

### Halála
„Árvák lettünk egy kicsit!" – mondta egy hozzá közel álló, amikor megtudta a hírt: 2013. augusztus 8. csütörtök délután 93 éves korában csendesen elaludt dr. Barsi Ernő néprajztudós. Egy hitében, magyarságában, világnézetében, tudásában rendíthetetlen ember sétált át a „túlsó partra". Olyan szolgálattevő, aki édesapjától tanulta a nép szeretetét, azt, hogy minden tudás csak akkor ér valamit, ha az az embereket szolgálja.

## Családja
1948-ban kötött házasságot Varsányi Ida győrújfalui tanítónővel. Két gyermekük született, Ernő és Hajna. Utóbbi gyilkosság áldozata lett Sályon 2020. január 31-én.

## Díjai és elismerései
- Magyar Köztársasági Arany Érdemkereszt
- Magyar Néprajzi Társaság
- TIT, Pataki Diákok Országos Szövetsége tiszteleti tagja
- Életfa díj
- Kiss Áron-díj
- Lévay József-díj
- Tessedik Sámuel-díj
- Apáczai Csere János-díj
- A Magyar Kultúra Lovagja
- Győr-Sopron Megyei Kék Szalag
- Pro Urbe Győr
- Sály község díszpolgára
- KÓTA-díj
- Ortutay-emlékérem
- Kodály-emlékérem
- Szent László-emlékérem
- Párhuzamos Kultúráért díj (2002)[3]
- Csokonai Vitéz Mihály alkotói díj (2009)
- Győr Megyei Jogú Város díszpolgára (2009. március 15.)

## Könyvei és egyéb publikációi
- Sály falu zenei művelődése; Sylvester Nyomda, Bp., 1947 (A Magyar Népi Művelődési Intézet kis tanulmányai, 3.)
- A szép hangzás és a jó zenei előadás problémája a hegedűjátékban; Győr, s.n., 1965
- Daloló Rábaköz; szerk. Barsi Ernő; Hazafias Népfront Győr-Sopron megyei Bizottsága, Győr, 1970
- Daloló Szigetköz; szerk. Barsi Ernő; Hazafias Népfront Győr-Sopron megyei, Mosonmagyaróvári Városi és Járási Bizottsága, Mosonmagyaróvár, 1971
- Barsi Ernő–Hamar Imre: Halmos László; Győr-Sopron Megyei Nyomda, Győr, 1971
- "Zöld erdőben, sík mezőben..."; szerk. Barsi Ernő; Magyar Vadászok Országos Szövetsége–Magyar Horgászok Országos Szövetsége, Sopron, 1971
- Rábapatona hagyományaiból; gyűjt. és szerk. Barsi Ernő; Győr-Sopron megyei nyomda, Győr, 1973
- Rábaközi hímzések; gyűjt. Jámborné Zsámár Margit, szerk. Barsi Ernő, Pothof Ferencné; Győr-Sopron Megyei Tanács és Csorna Város Tanácsa, Győr, 1978
- A pataki kollégium zenei krónikája; Zeneműkiadó, Bp., 1984
- A zene egy sályi pásztor életében; Akadémiai, Bp., 1984 (Néprajzi tanulmányok)
- "Megérett, megérett Écs hegyén a szőlő...". Népdalok és mondókák Écsről; gyűjt., összeáll., bev. Barsi Ernő; Pannonhalma Nagyközségi Közös Tanács VB–Hazafias Népfront Győr-Sopron Megyei Bizottsága, Győr, 1985
- Daloló Őrvidék; Burgenlandi Magyar Kultúregyesület, Felsőőr, 1987
- Sály. Egy bükkalji falu a hagyományos gazdálkodás idején; Herman Múzeum, Miskolc, 1987 (A miskolci Herman Ottó Múzeum néprajzi kiadványai, 17.)
- "Bodrog partján nevekedett tulipán...". Sárospataki diákdalok a XVIII. századból; Kazinczy Ferenc Társaság, Sárospatak, 1988
- "Győr városában...". Dalok, mondókák Győrből és Győrről; Győr-Sopron Megyei Tanács V. B. Művelődési Osztálya, Győr, 1988
- Klingende Wart. Volkslieder der burgenländischen Ungarn; Burgenländisch-Ungarischer Kulturverein, Oberwart, 1988
- Végigmentem badacsonyi főutcán... Dalok, mondókák Badacsony környékéről; szerk. Barsi Ernő; Bárdos Lajos Általános Iskola, Tapolca, 1989
- Néprajz az általános iskola kezdő szakaszában; OKI–MKM–BTF, Bp., 1992 (Tanítók kiskönyvtára, 5.)
- Néprajz az ének-zene órán; KFRTKF, Debrecen, 1994
- Kisfaludy Sándor dalban, muzsikában; Sümegi Fórum Alapítvány, Sümeg, 1994 (Múzeumi füzetek / Sümegi Fórum Alapítvány, 2.)
- Daloló Szigetköz; Általános Iskola, Győrzámoly, 1995
- Népi hagyományaink iskolai és amatőr színpadon; Hazánk, Győr, 1995
- Egy sályi nótafa. Horváth Dániel; Önkormányzat, Sály, 1996 (A mi falunk: Sály, 4.)
- Sályi olvasókönyv; szerk. Barsi Ernő; Önkormányzat, Sály, 1996 (A mi falunk: Sály, 3.)
- "Híres Ság az én hazám...". Dalok, mondókák, szokások Győrságról; Győrság község Önkormányzata, Győrság, 1997
- Ág Tibor–Barsi Ernő–Koncsol László: Kemény a föld a patonyi határba'. Dióspatony népzenei hagyománya; Lilium Aurum, Dunaszerdahely, 1997
- Tanácsok népdalcsokrok összeállításához; Csemadok Dunaszerdahelyi Területi Választmánya, Dunaszerdahely, 1997 (Gyurcsó István Alapítvány füzetek, 8.)
- Sály az 1848/49-es szabadságharc idején; Önkormányzat, Sály, 1998 (A mi falunk: Sály, 6.)
- Táplálkozás a bükkaljai Sály községben a hagyományos gazdálkodás idején; Önkormányzat, Sály, 1998
- "Szépen szól a kissümegi nagyharang...". Népdalok, mondák Sümegről és környékéről; Sümegi Fórum Alapítvány, Sümeg, 1999
- Daloló Bükkalja; Hazánk, Győr, 2001
- Népzenei hagyományok Téten, Kisfaludy Károly szülőfalujában; Hazánk, Győr, 2001
- Szülőfalum, Sály község iskolája; Sály Község Önkormányzata–Ménfőcsanaki Népfőiskola, Sály–Ménfőcsanak, 2001
- Képes krónikás, Győr; históriák és dalok Barsi Ernő, akvarellek Vértes Kornél, rajzok Tóth Ferenc, ford. Kertész Attila, Szabó Gyula; Stabil Reklám és Grafikai Stúdió, Győr, 2003
- Népi hagyományaink iskolai és amatőr színpadon; 2. bőv. kiad.; Hazánk, Győr, 2003
- Kisalföldi gyermekjáték-dalok és mondókák; Harmónia Művészeti Központ, Győr, 2007
- Néprajz az általános iskola kezdő szakaszában; Magyar Kultúra, Győr, 2007
- Daloló Rábaköz; 3. bőv. kiad.; szerk. Barsi Ernő; Magyar Kultúra, Győr, 2009
- Egy sályi szántó-vető ember. Horváth Dániel dalkincse; Magyar Kultúra, Győr, 2009
- A "hallott szó" nyomában; Magyar Kultúra, Győr, 2009
- "Kivirágzott a csornai erdő". Népzenei hagyományok Csornán; szerk. Barsi Ernő; Magyar Kultúra, Győr, 2009
- Népi hagyományaink az óvodában; Magyar Kultúra, Győr, 2009
- Távoli szekerek. Népi ismeretanyag a magyar költők verseiben; Magyar Kultúra, Győr, 2009
- Daloló Szigetköz; átdolg. kiad.; Magyar Kultúra, Győr, 2010
- Hagyaték: apáról fiúra; Magyar Kultúra, Győr, 2010
- Népdallá vált Petőfi versek Győr-Moson-Sopron megyéből; 2. bőv. kiad.; Magyar Kultúra, Győr, 2010
- "Terülj, terülj asztalkám...". Papírhajtogatás Barsi Ernő néprajzkutatóval; Magyar Kultúra, Győr, 2010
- A "hallott szó" nyomában; 2. jav. kiad.; Magyar Kultúra, Győr, 2011
- A hegedűjáték; Magyar Kultúra, Győr, 2011
- Kisalföldi gyermekjáték-dalok és mondókák; 2. jav. kiad.; Magyar Kultúra Kiadó, Győr, 2011
- Néprajz az általános iskola kezdő szakaszában; Magyar Kultúra, Győr, 2011
- Népzenei hagyományok Csornán. "Kivirágzott a csornai erdő"; Magyar Kultúra, Győr, 2011
- Távoli szekerek. Népi ismeretanyag a magyar költők verseiben; 2. jav. kiad.; Magyar Kultúra, Győr, 2011
- Bükk hegység és környéke gyermekjáték-dalai, mondókái; Magyar Kultúra, Győr, 2012
- Daloló Sokoróalja; Magyar Kultúra, Vámosszabadi, 2013
- A muzsikáló Gárdonyi Géza; Magyar Kultúra, Vámosszabadi, 2013
- "Bodrog partján nevekedett tulipán...". Sárospataki diákdalok a 18. századból; Magyar Kultúra, Vámosszabadi, 2015
- "Ha kimegyek a kisbörcsi erdőbe...". Népdalok a XX. századvégi Börcsön; Magyar Kultúra, Vámosszabadi, 2015
- Daloló Őrvidék I-II.; Burgenlandi Magyar Kultúregyesület, Oberwart, s. a.